# Verme cerebellare
Il verme cerebellare (in latino vermis cerebellaris) si trova nella zona mediale della corteccia del cervelletto, nella regione della fossa posteriore del cranio. La fessura primaria del verme si curva sul piano ventrolaterale alla superficie superiore del cervelletto, dividendolo in due lobi: anteriore e posteriore. Funzionalmente, il verme è associato alla postura e alla deambulazione.

## Disposizione e rapporti
La fessura primaria del verme si curva sul piano ventrolaterale alla superficie superiore del cervelletto, dividendolo in due lobi: anteriore e posteriore. Il verme fa parte del paleocervelletto e riceve l'innervazione sensoriale somatica dalla testa e dalle regioni prossimali del corpo attraverso le vie nervose ascendenti del midollo spinale.
Il verme è strettamente associato a tutte le regioni della corteccia cerebellare, che possono essere suddivise in tre parti funzionali, ciascuna con connessioni diverse al cervello e al midollo spinale. Queste regioni sono il vestibolocerebello, responsabile principalmente del controllo del movimento oculare; lo spinocerebello, coinvolto nella regolazione fine dei movimenti del corpo e degli arti; e il cerebrocerebello, che è associato alla pianificazione e all'inizio dei movimenti.

## Derivazione embriologica
Il cervelletto si sviluppa rostro-caudalmente, con la regione rostrale sulla linea mediana che dà origine al verme e la regione caudale che dà origine agli emisferi cerebellari. Nel quarto mese di gestazione il verme cerebellare completa la sua formazione, mentre lo sviluppo degli emisferi richiede ulteriori 30-60 giorni. Dopo la nascita, la proliferazione e l'organizzazione delle componenti del cervelletto continuano, con sviluppo dei neuroni cerebellari fino all'età di circa 20 mesi.

## Patologia
L'ispezione della fossa posteriore del cranio è comune nell'ecografia ostetrica, allo scopo di individuare eventuali malformazioni del cervelletto o idrocefalo.
In alcuni soggetti si presenta un'ipoplasia del verme cerebellare, spesso entro un quadro clinico di ciliopatia: questa ipoplasia (talvolta si tratta di una vera e propria agenesia) è detta malformazione di Dandy-Walker.